# Kalāteh-ye Morrehī
Kalāteh-ye Morrehī är en ort i Iran.   Den ligger i provinsen Khorasan, i den nordöstra delen av landet, 900 km öster om huvudstaden Teheran. Kalāteh-ye Morrehī ligger 327 meter över havet och antalet invånare är 324.
Terrängen runt Kalāteh-ye Morrehī är platt åt sydost, men åt nordväst är den kuperad. Kalāteh-ye Morrehī ligger nere i en dal.Runt Kalāteh-ye Morrehī är det glesbefolkat, med 11 invånare per kvadratkilometer. Det finns inga andra samhällen i närheten. Omgivningarna runt Kalāteh-ye Morrehī är i huvudsak ett öppet busklandskap.